# Elevador do Bom Jesus

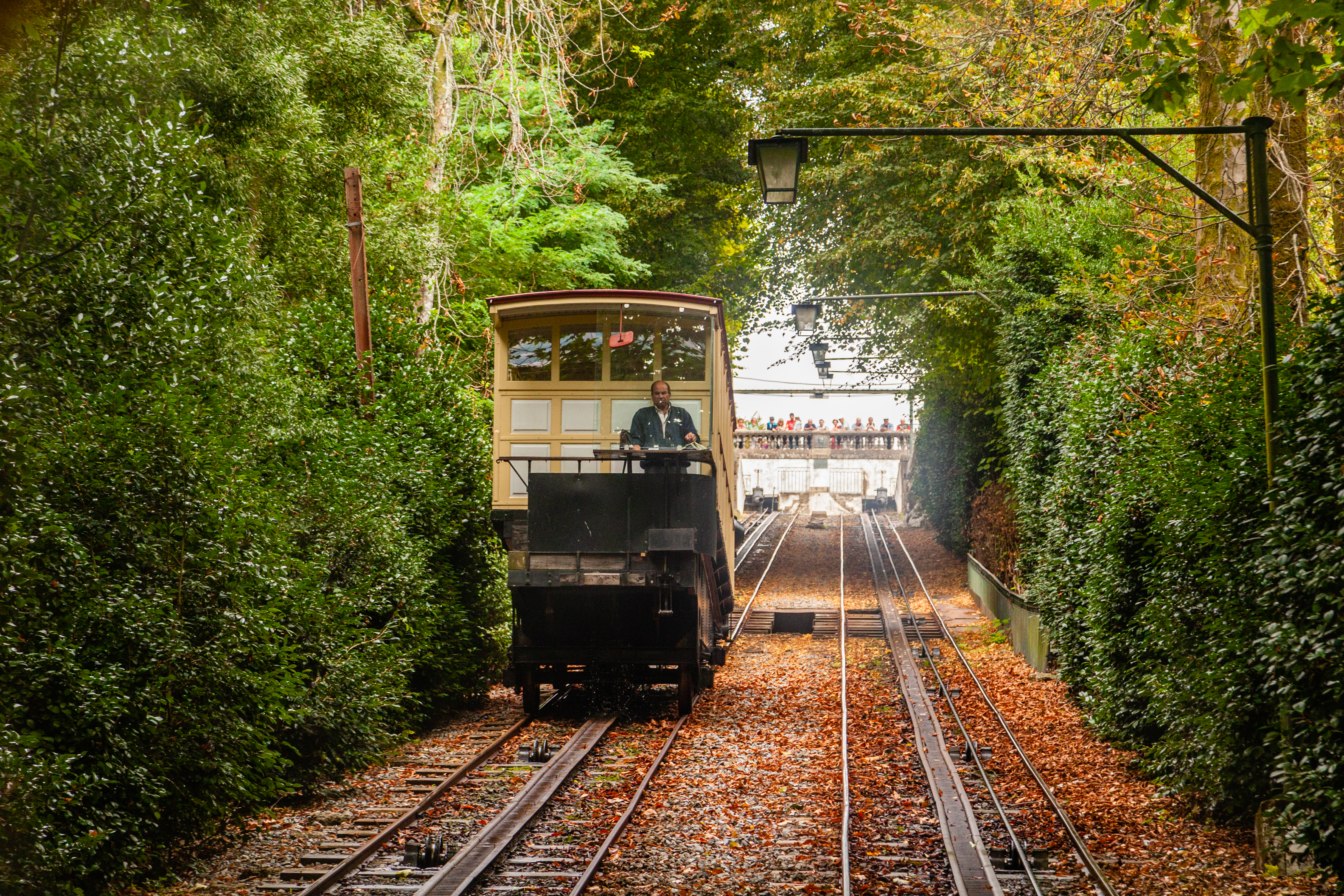
Wasserballastbahn Elevador do Bom Jesus

Der Elevador do Bom Jesus (portugiesisch für Aufzug des guten Jesus) ist eine im Jahr 1882 errichtete Wasserballastbahn in der portugiesischen Stadt Braga. Von der Estrada de São Pedro oberhalb Bragas führt sie hinauf zur Wallfahrtskirche Bom Jesus do Monte. Sie ist nicht nur die älteste Standseilbahn der Iberischen Halbinsel, sondern auch die älteste funktionstüchtige Wasserballastbahn der Welt.
Im Auftrag der Compania de Carris wurde die Bahn vom Schweizer Ingenieur Niklaus Riggenbach entworfen, der portugiesische Ingenieur Raoul Mesnier du Ponsard leitete den Bau vor Ort. Baubeginn war im März 1880, am 25. März 1882 wurde die Bahn eingeweiht. 1914 wurde die Compania de Carris durch den Gemeinderat enteignet. Mit Materialien, die bei der Demontage der Standseilbahn Comboio do Monte in Funchal anfielen, wurde die Bahn 1946 restauriert. Ende der 1970er Jahre ging sie in die Verantwortung der Confraria do Bom Jesus do Monte über. 2006 wurde die Bahn erneut umfangreich renoviert. Die zwischenzeitlich angebrachte Verglasung der Fahrerkabinen der Wagen, die noch aus deren Anfangszeit stammen, wurde in diesem Zusammenhang wieder entfernt.
Die Bahn verkehrt ganzjährig im Halbstundentakt, bei großem Andrang auch häufiger.
Seit März 2003 ist der Elevador do Bom Jesus als nationales Erbe anerkannt. Der gesamte Komplex einschließlich der Wallfahrtskirche wurde im Juli 2019 von der UNESCO zum Weltkulturerbe erklärt.

## Technik
Die beiden parallel zueinander verlaufenden Gleise sind jeweils 274 m lang, ihre Steigung beträgt 42 %.
Die Wagen der antriebslosen Bahn werden durch die Schwerkraft bewegt. Sie haben einen Radstand von 4,5 m; waagrecht auf dem Wassertank montiert sind die 7 m langen und 2 m breiten Kabinen. An der Bergstation wird der Tank des dortigen Wagens mit Wasser gefüllt und nach der Ankunft in der Talstation wieder geleert. Der somit schwerere abwärts rollende Wagen zieht den durch den leeren Tank leichteren auf dem anderen Gleis bergwärts.